# Барано д'Искија
Барано д'Искија (итал. Barano d'Ischia) је насеље у Италији у округу Напуљ, региону Кампанија.
Према процени из 2011. у насељу је живело 9044 становника. Насеље се налази на надморској висини од 156 м.

## Становништво
Према резултатима пописа становништва 2011. у општини је живело 9.882 становника.
| 1931. | 1936. | 1951. | 1961. | 1971. | 1981. | 1991. | 2001. | 2011. |
| ----- | ----- | ----- | ----- | ----- | ----- | ----- | ----- | ----- |
| 7.128 | 6.525 | 6.003 | 5.769 | 5.826 | 6.346 | 7.738 | 8.591 | 9.882 |